# Сетракян, Сетрак
Сетрак Сетракян (араб. ستراك ستراكيان‎; род. 1938, Халеб) — ливанский пианист и композитор.
Учился в различных музыкальных учебных заведениях Ливана, Сирии и Израиля (в том числе у русского музыканта Михаила Ческинова), в 1971—1972 годах стажировался в Ереванской консерватории под руководством Эдварда Мирзояна и Авета Тертеряна (композиция), Элеоноры Адамян (фортепиано) и других. С 1974 года преподавал в различных музыкальных школах Бейрута, в 1987—1999 годах возглавлял музыкальный колледж имени Барсега Каначяна.
В фокус общественного внимания, однако, Сетракян попал преимущественно в результате скандала с размещением в Интернете своих записей, которые в итоге оказались подложными: произведения Прокофьева и Шостаковича, выложенные Сетракяном на нескольких сайтах, оказались в действительности принадлежащими Марте Аргерих и Борису Березовскому.